# جيريمي تايلور (مغن مؤلف)
جيريمي تايلور (بالإنجليزية: Jeremy Taylor)‏ هو مغن مؤلف بريطاني، ولد في 24 نوفمبر 1937.

## وصلات خارجية
- الموقع الرسمي
- جيريمي تايلور على موقع ميوزك برينز (الإنجليزية)
- جيريمي تايلور على موقع ديسكوغز (الإنجليزية)